# Ubraye
Ubraye è un comune francese di 99 abitanti situato nel dipartimento delle Alpi dell'Alta Provenza, nella regione della Provenza-Alpi-Costa Azzurra.

## Storia

### Simboli
Lo stemma è riprodotto nell'Armorial Général de France del 1696.

## Società

### Evoluzione demografica
Abitanti censiti